# Jene Highstein

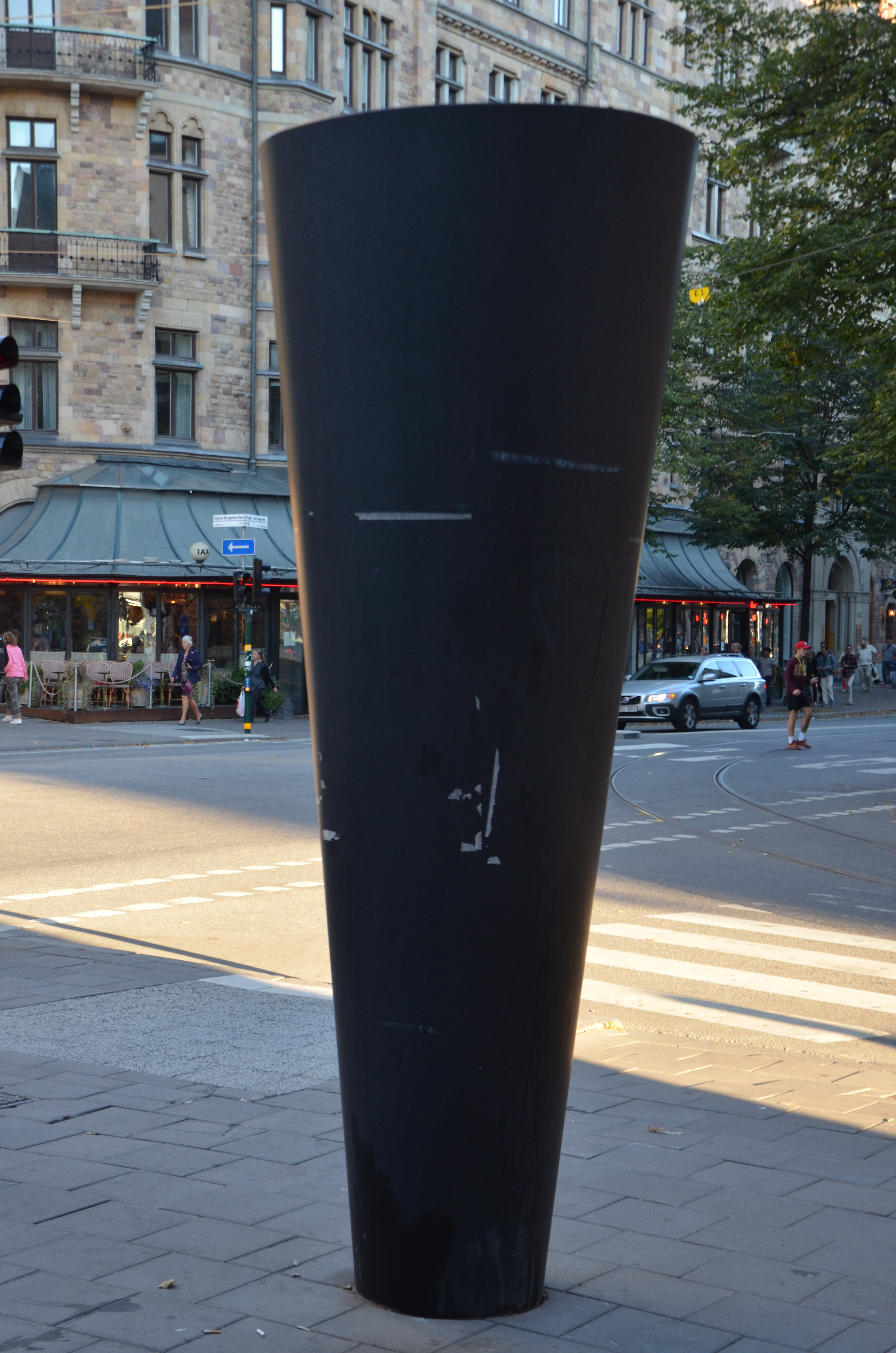
Elliptical Cone i Stockholm

Jene Highstein, född 1942 i Baltimore i USA, död 27 april 2013, var en amerikansk tecknare och skulptör.
Jene Highstein växte upp i North Carolina. Han utbildade sig i filosofi vid University of Maryland med en kandidatexamen 1963 och en magisterexamen vid University of Chicago samt i teckning vid  New York Studio School och vid Royal Academy Schools i London 1966–70. Hans första separatutställning hölls på Lisson Gallery i London 1968. Han betecknas som minimalist och har arbetat i sten som hämtats från Norden.
| ”               | Jenes konst var en konst om närvaro och inte en konst med ett speciellt budskap: en konst om enskilda individers tystnad och om en allomfattande närvaro, tuff och smart, och helt tyst. Det var en konst vars mening var denna tysta närvaro. Jene gav oss denna omställning till försåtlig tystnad. Han mutade in denna tystnad till oss, återställde den till oss. Han tvingade den på oss. Jene öppnade upp oss för tystnad. | „ |
| – Richard Nonas | |   |

## Offentliga verk i urval
- Flying Saucer, armerad betong och belysningsarmatur, 1977, Nathan Manilow Sculpture Garden, Govenor State University, Park Forest i Illinois i USA
- Grå mussla, armerad betong, 1990/2001, Wanås skulpturpark
- Elliptical Cone, diabas, 2003, korsningen Smålandsgatan/Birger Jarlsgatan på Norrmalm i Stockholm
- Stairway to Heaven, diabas, kapellet på hotellet Fjällnäs i Härjedalen
- Neither Whales Nor Turtles, armerad betong, Rutgers University
- Oasis, kvartsit och granit, Houston i Texas i USA
- Prisskulptur för Carnegie Art Award, diabas